# Norman Foster
Norman Robert Foster, Baron Foster of Thames Bank, född 1 juni 1935 i Stockport, Greater Manchester, är en brittisk arkitekt och grundare av arkitektkontoret Foster + Partners.

## Biografi
Norman Foster växte upp i en arbetarfamilj i Manchester-området, en familj där, enligt honom själv, universitetsstudier för att bli arkitekt aldrig var ett alternativ. Han började först som 21-åring med sina arkitekturstudier vid Manchester School of Architecture och tog sin examen 1961. Han visade sig vara så begåvad att han fick ett stipendium som möjliggjorde att han kunde ta sin master-examen vid Yale University i New Haven, Connecticut. År 1963 startade han Team 4 tillsammans med Richard Rogers, som han lärt känna vid Yale, samt dennes fru Su Rogers, Georgie Wolton och Wendy Cheesman. År 1964 gifte sig Foster med Wendy Cheesman. Team 4 upplöstes 1967. Norman och Wendy Foster startade då kontoret Foster Associates i London.
Under perioden 1968-83 arbetade Foster på ett antal projekt tillsammans med Buckminster Fuller, ett arbete som kom att sätta stor prägel på Fosters fortsatta arbete. Fuller arbetade mycket med geometrisk arkitektur och då framförallt triangeln. En geometrisk form som kan ses i många av Fosters verk är till exempel 30 St Mary Axe (Gurkan), British Museum och tunnelbanestationen Canary Wharf, för att nämna några. Stilen som brukar nämnas i samband med Foster är British hi-tech, kännetecknad av välarbetade och raffinerade detaljer.
Under våren 2009 beslutade Stockholms stad att Foster + Partners och Berg Arkitektkontor ABs förslag till Nya Slussen var det bäst lämpade.
I Stockholm har Foster ritat Nya Årstabron (invigd 2005).

## Utmärkelser
- Europeiska unionens pris för samtidsarkitektur,  1975
- Royal Gold Medal,  1983[17]
- Royal Designers for Industry,  1988[18]
- Berliner Kunstpreis,  1989
- AIA:s guldmedalj,  1994
- Nordrhein-Westfalens Förtjänstorden,  3 mars 1995[19]
- Berliner Bär,  1998
- Stirlingpriset,  1998
- Pritzkerpriset,  1999
- Förbundsrepubliken Tysklands förtjänstorden - stora kommendörskorset med stjärna,  april 1999[20]
- Pour le Mérite för vetenskap och konst,  2002[21]
- Praemium Imperiale,  2002[22]
- Hedersdoktor vid University of Hong Kong,  2003[23]
- Prince Philip Designers Prize,  2004
- M100 Media Award,  2005[24]
- Prinsessan av Asturiens pris i konst,  2015
- Fellow of the Royal Academy of Engineering
- Förtjänstorden
- Knight Bachelor

[Redigera Wikidata]

## Bilder (verk i urval)

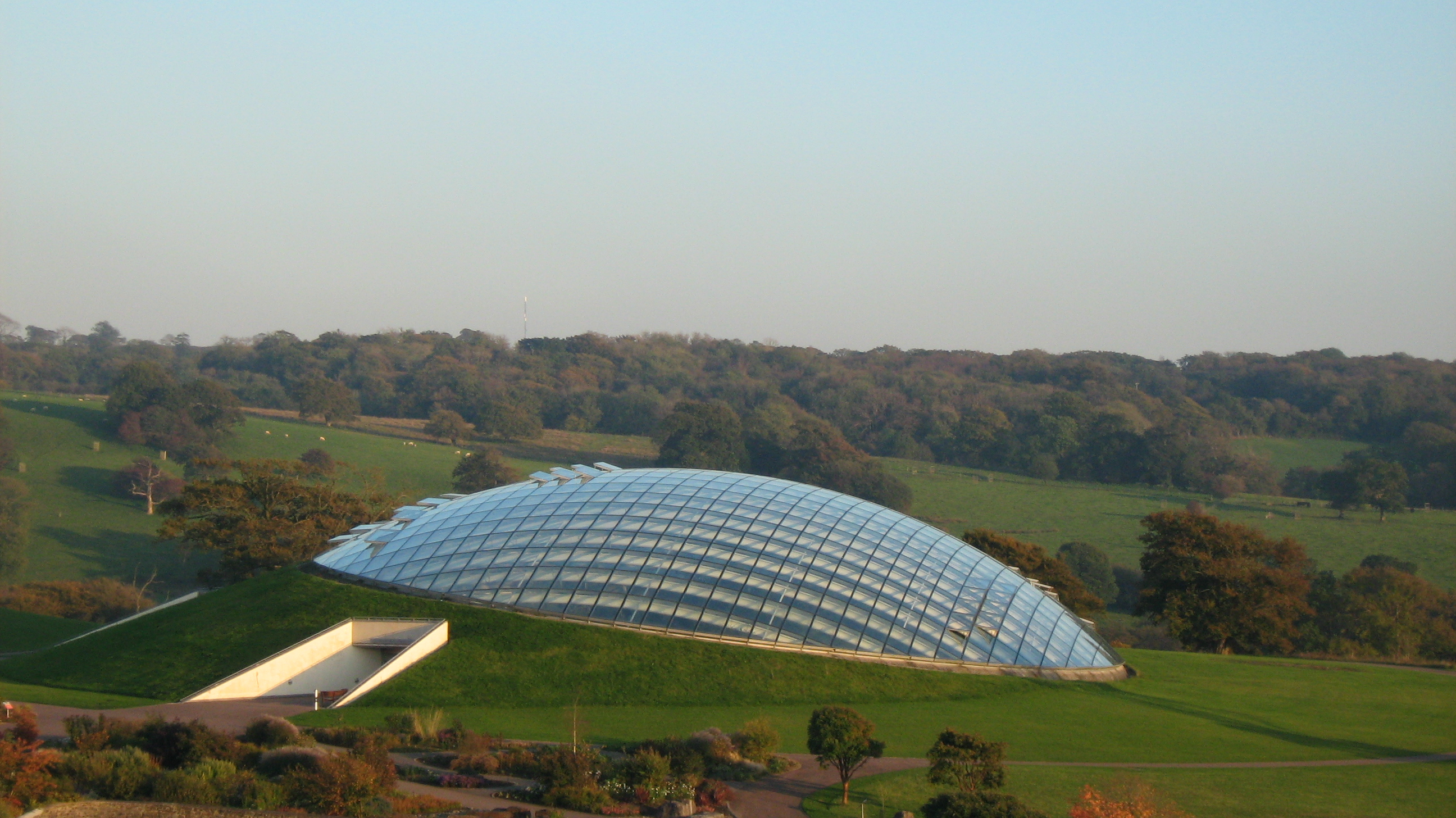
Stora glashuset, National Botanic Garden of Wales (tillsammans med Spencer de Grey).
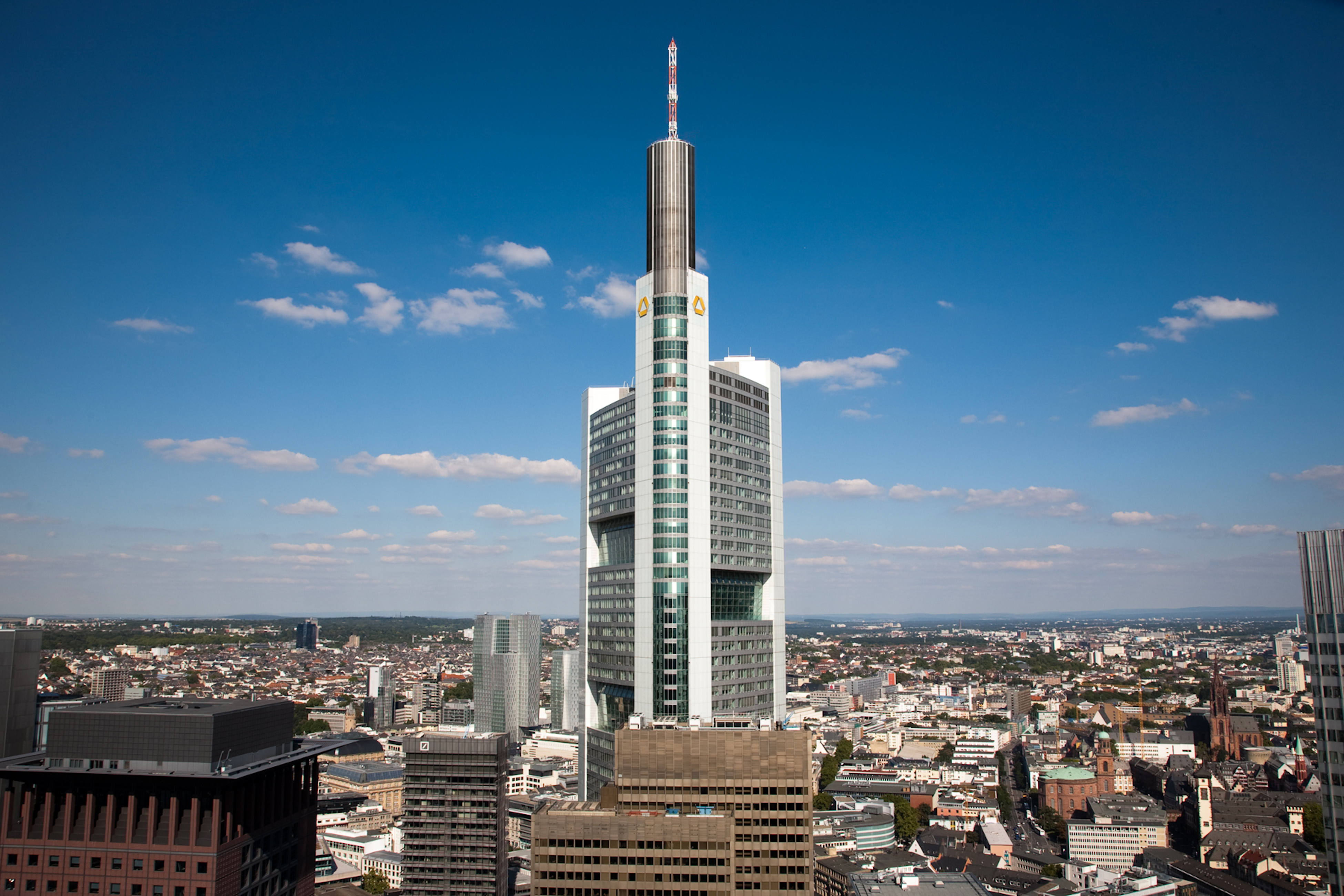
Commerzbank Tower i Frankfurt am Main (tillsammans med Spencer de Grey).
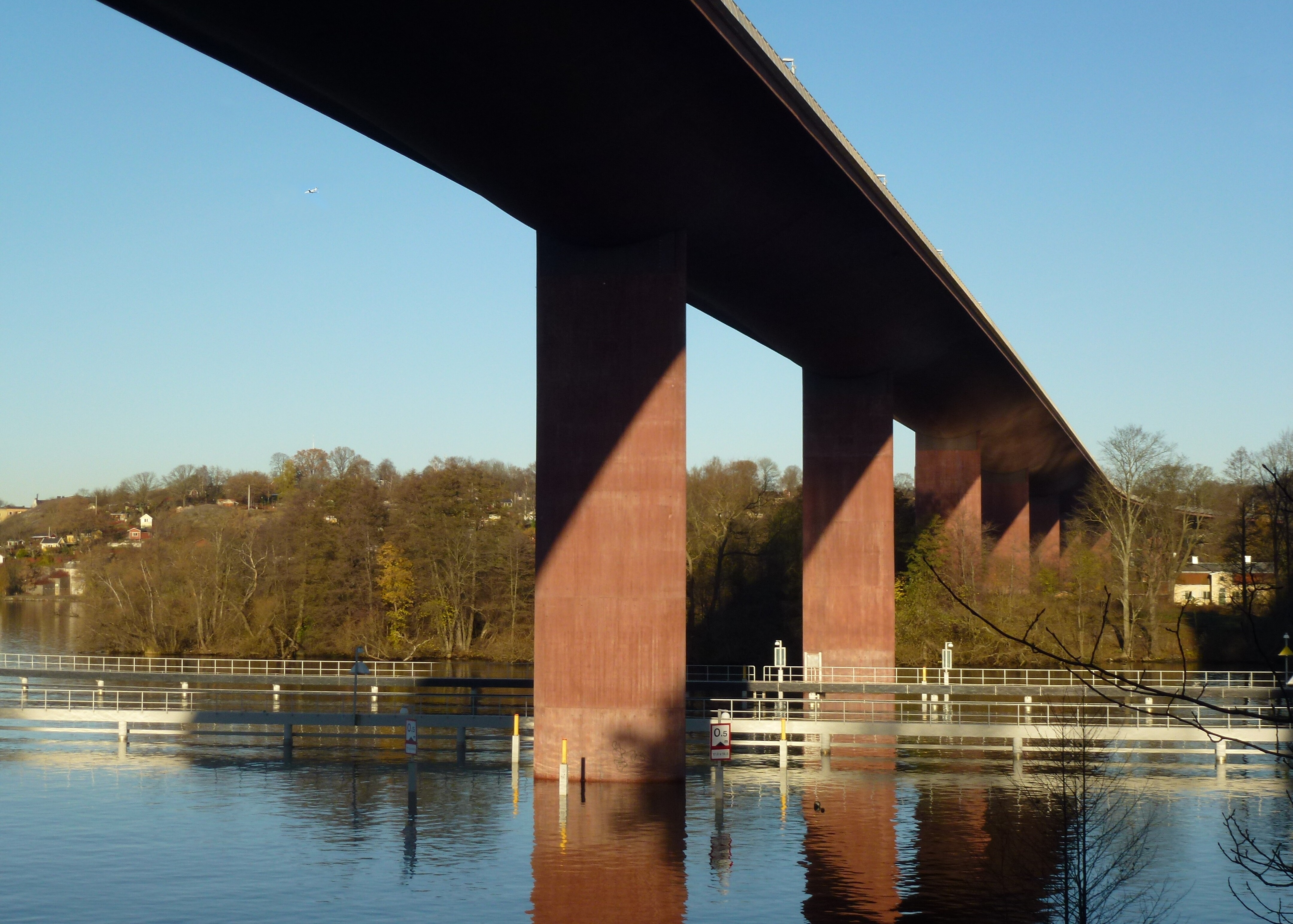
Nya Årstabron.